# Глод (Дамбовица)
Глод (рум. Glod) насеље је у Румунији у округу Дамбовица у општини Мороени. Oпштина се налази на надморској висини од 628 m.

## Становништво
Према подацима из 2002. године у насељу је живело 1508 становника, од којих су сви румунске националности.